# Martin Boghardt
Martin Boghardt (* 26. September 1936 in Berlin; † 26. Oktober 1998 in Wolfenbüttel) war ein deutscher Buchwissenschaftler und Bibliothekar.

## Leben
Martin Boghardt studierte Germanistik, Philosophie und Geschichte und promovierte 1971 an der Universität Hamburg. Von 1966 bis 1971 war er in Hamburg Mitarbeiter an der historisch-kritischen Klopstock-Ausgabe. Als Bibliotheksreferendar trat er 1973 in den Dienst der Herzog-August-Bibliothek in Wolfenbüttel ein und absolvierte 1975 die Fachprüfung am Bibliothekar-Lehrinstitut des Landes Nordrhein-Westfalen in Köln. Von 1976 bis zu seinem frühen Tod war er als Bibliothekar und Druckforscher an der Herzog-August-Bibliothek tätig und machte sich durch zahlreiche Veröffentlichungen auf dem Gebiet der Buchwissenschaft und Druckgeschichte einen Namen.

## Schriften (Auswahl)
- Der jambische Trimeter im Drama der Goethezeit (= Hamburger philologische Studien, Bd. 30). Buske, Hamburg 1973, ISBN 3-87118-141-2 (Dissertation Universität Hamburg).
- Analytische Druckforschung. Ein methodischer Beitrag zu Buchkunde und Textkritik. Hauswedell, Hamburg 1977, ISBN 3-7762-0151-7.
- (Mitautor): Die zeitgenössischen Drucke von Klopstocks Werken. Eine deskriptive Bibliographie. Zwei Bände. De Gruyter, Berlin 1981, ISBN 978-3-11-083972-2.
- (Mitautor): Paul Raabe (Hrsg.): Gutenberg. 550 Jahre Buchdruck in Europa. [Ausstellung im Zeughaus der Herzog-August-Bibliothek Wolfenbüttel vom 5. Mai bis 30. September 1990] (= Ausstellungskataloge der Herzog-August-Bibliothek, Bd. 62). VCH, Weinheim 1990, ISBN 3-527-17824-4.
- Archäologie des gedruckten Buches (= Wolfenbütteler Schriften zur Geschichte des Buchwesens, Bd. 42). Harrassowitz, Wiesbaden 2008, ISBN 978-3-447-05774-5 (Bibliographie: S. 513–527)., S